# Mesosemia harveyi
Mesosemia harveyi is een vlindersoort uit de familie van de prachtvlinders (Riodinidae), onderfamilie Riodininae.
Mesosemia harveyi werd in 1996 beschreven door DeVries & J. Hall.